# Calathea albovaginata
Calathea albovaginata är en strimbladsväxtart som först beskrevs av Karl Heinrich Koch och Jean Jules Linden, och fick sitt nu gällande namn av Karl Moritz Schumann. Calathea albovaginata ingår i släktet Calathea och familjen strimbladsväxter. Inga underarter finns listade.